# Бобёр (фильм)
«Бобёр» (англ. The Beaver) — американский фильм-трагикомедия 2011 года с Джоди Фостер и Мелом Гибсоном в главных ролях.

## Сюжет
Фильм начинается с повествования главного героя, Уолтера Блэка, и кадров из его настоящей жизни. Зрителю показывают (и Уолтер сопровождает действо голосом) то, что Блэк — представитель среднего класса, семьянин и владелец компании по производству игрушек "JERRY Co" — на протяжении нескольких лет находится в глубокой депрессии. Жизнь Уолтера более не интересует, он действует больше на автомате и часто просто спит или проводит время в постели. Проблемы с психическим здоровьем Блэка отразились на его семье и работе. Младший сын стал замкнутым и терпит насмешки и издёвки со стороны одноклассников, старший ведёт учёт общих черт характера с отцом и всячески стремится от них избавиться, супруга с головой погрузилась в работу. Фирма Блэка находится в удручающем финансовом положении и близка к банкротству. Ситуация становится настолько критичной, что Уолтер уезжает из дома и селится в гостинице, где степень неудовлетворённости доходит до того, что Блэк, изрядно напившись, пытается совершить суицид. Уолтер надевает на руку куклу бобра, которую привёз с прочими вещами, и пытается повеситься на галстуке в ванной. Попытка оказывается неудачной. Продолжая свои попытки уйти из жизни, Уолтер выходит на балкон и собирается прыгнуть вниз с десятого этажа. Но из-за сильного опьянения теряет равновесие, перемещается в номер, падает на пол и роняет на себя телевизор.
Утром Уолтера будит плюшевая кукла, которая с вечера была у него на руке. В личности Блэка появляется новая сторона, которая называет себя Бобёр — это часть личности, через которую Уолтер пытается дистанцироваться от своих проблем и окружающих. Бобёр предлагает Уолтеру кардинально изменить жизнь, чтобы избавиться от депрессии, Блэк соглашается. С этого момента в жизни Уолтера начинают происходить положительные изменения — он восстанавливает отношения с младшим сыном и супругой, выводит компанию из кризиса. Но только Уолтер предлагает обращаться к нему не напрямую, а через Бобра. Для этого он даже сделал некоторое подобие визиток, в которых поясняется, что Уолтер Блэк проходит курс лечения игрушкой (некая экспериментальная методика) и что нужно данный процесс поддержать, дабы помочь Уолтеру выздороветь. Своей супруге Блэк врёт, что эту методику посоветовал ему психотерапевт (на самом деле Блэк уже год не обращался к своему психотерапевту). Поначалу Мередит —- супруга Уолтера поддерживает мужа в его начинаниях, видя их некоторую успешность. Но Бобёр всё больше и больше начинает захватывать пространства в психике и жизни Блэка так, что Уолтер практически исчезает со сцены.
Параллельно с развитием основной сюжетной линии идёт повествование о жизни старшего сына Блэка — Портера. Портер — старшеклассник, который имеет свои маленький нелегальный бизнес — пишет сочинения вместо одноклассников за деньги. Причём Портер не просто пишет сочинения, а имитирует стиль заказчика, за что пользуется спросом в школьной среде. Однажды к Портеру с неординарным заказом обращается Нора — школьная отличница. Нора просит Портера написать её выпускную речь и готова платить за это солидные деньги, так как хочет произвести впечатление на свою мать. Портер сначала отказывает Норе в грубо-ироничной форме, но затем соглашается выполнить заказ. Портеру необходимо знать как можно больше о Норе, чтобы написать речь максимально в её стиле, это становится поводом для начала романтических отношений между молодыми людьми. Симпатии молодых людей взаимны и отношения имеют успешный старт. Но всё трагично прекращается, когда Портер ведёт Нору на первое свидание. Портер выбирает в качестве места для первого свидания район в промзоне, где предлагает Норе выразить свои мысли в виде граффити на стене. Нора отказывается. В прошлом девушка активно занималась этим видом искусства, но после трагической гибели брата, Брайана, ей было запрещено это делать. Нора отказывается от предложения Портера и делает встречное — пусть молодой человек выразит себя. Портер соглашается и пишет краской на стене «Покойся с миром Брайан», т.к. считает, что именно это и хочет сказать Нора — выразить свои чувства по погибшему брату. Поступок Портера вызывает гнев Норы, она говорит, что он совсем не знает и не понимает её, не смеет лезть к ней в душу. Выяснение отношений прерывает появление полицейского патруля, и молодые люди оказываются в участке.
В тот самый момент, когда Портера задерживает полиция, Уолтер и Мередит обедают в ресторане, отмечая двадцатую годовщину брака. Мередит настояла на том, чтобы в этот знаменательный вечер Бобра не было рядом, Уолтер исполняет её просьбу. За ужином Блэк начинает вести себя как прежде — становится понурым, безучастным. В тот момент, когда Мередит вручает мужу подарок — копилку воспоминаний, в которой собраны фото-моменты их совместной жизни, с Уолтером случается нервный срыв, и на сцене вновь появляется Бобёр. Бобёр полностью завладевает психикой Уолтера, обвиняет Мередит, что та тянет мужа назад в депрессию, в то время как Бобёр вполне успешно способствует выздоровлению Блэка. Супруги ссорятся и Блэк уже было уходит, но звонок Портера из полицейского участка меняет положение дел.
Уолтер и Мередит забирают сына из полицейского участка. Выходя из участка Портер пытается отобрать у отца куклу, происходит драка, в которой Уолтер бьёт сына. Это становится последней точкой в напряжённом конфликте. Мередит собирает детей и вещи, снимает дом и уезжает, оставляя Уолтера одного. Бобёр полностью подчиняет себе Уолтера. Важным шагом для Бобра становится то, что он заявляет на весь мир о своём существовании, появляется на обложках таблоидов и в теле-шоу. Уолтер продолжает существовать в тени Бобра на задворках сознания, где к нему приходит понимание, что, если ничего не изменить, он навсегда потеряет себя и свою семью. Кульминацией становится сцена, в которой Уолтер и Бобёр дерутся в попытке установить единоличный контроль над Блэком. Драка Блэка с самим собой проходит со значительными увечьями. Уолтер понимает, что Бобёр контролирует его и в скором времени уничтожит как личность, несмотря на заверения Бобра в обратном и попытках договориться о компромиссе. Уолтер принимает кардинальное решение и отрезает одним из столярных станков у себя в гараже левую руку, на которой всё это время находился Бобёр.
Раненого отца находит Портер, который поехал навестить его по просьбе матери. Уолтера госпитализируют, зашивают рану. Он понимает степень и опасность своего психического заболевания и соглашается на госпитализацию и терапию.
Произошедшие события в семье подрывают душевное состояние Портера. Усугубляет ситуацию то, что о его маленьком незаконном бизнесе узнала администрация школы — это становится причиной отказа со стороны университета, куда хотел поступить Портер. Юноша близок к депрессии, почти такой же, в которой находился его отец на момент начала фильма. Из подавленного состояния Портера выводит Нора. Некоторое время Нора практически полностью не поддерживала с Портером отношения из-за инцидента на первом свидании, но, проанализировав ситуацию и разобравшись в себе, поняла, что юноша отчасти был прав. Нора приходит на то место, где было первое свидание с Портером и расписывает стену. Портер получает СМС от Норы с приглашением прийти к стене. На месте молодые люди выясняют проблемные моменты и восстанавливают романтические отношения.
Уолтер проходит курс восстановительной терапии после потери руки и курс психотерапии, находясь на госпитализации. Портер пишет выпускную речь Норе, но во время выступления девушка отходит от написанного и своими словами говорит самое главное по её мнению — в жизни далеко не всё хорошо, но есть люди, которые поддержат тебя в трудную минуту, к которым ты всегда можешь обратиться, для Норы таким человеком был её погибший брат Брайан. После выступления девушки Портер навещает отца в клинике, и они начинают налаживать утраченный контакт.
Завершается фильм повествование Уолтера и кадрами из его жизни в настоящем. Блэк вернулся в семью, идёт по пути восстановления как физического, так и психического. Уолтер говорит о том, что ему пришлось пройти трудный путь от того, кем он был, пришлось стать Бобром, чтобы теперь быть тем, кто он есть.

## В ролях

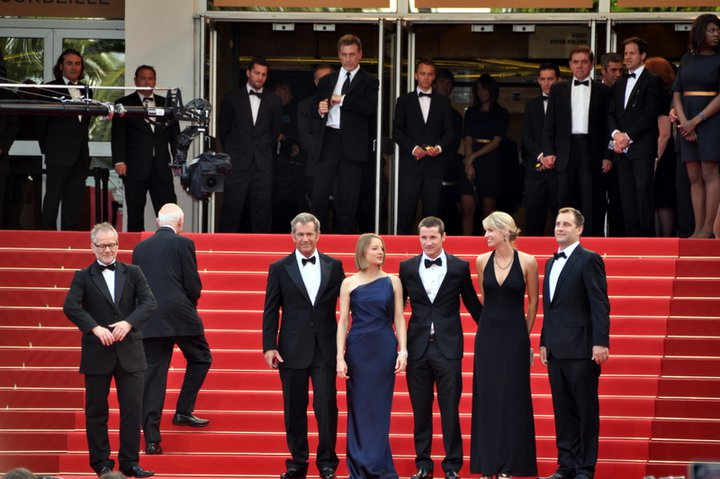
Актёры на Каннском кинофестивале 2011

| Актёр             | Роль           |
| ----------------- | -------------- |
| Мел Гибсон        | Уолтер Блэк    |
| Джоди Фостер      | Мередит Блэк   |
| Черри Джонс       | вице-президент |
| Антон Ельчин      | Портер Блэк    |
| Дженнифер Лоуренс | Нора           |
| Закари Бут        | Джаред         |
| Райли Стюарт      | Генри Блэк     |
| Джефф Корбетт     |                |
| Бэйлен Томас      | скептик        |
| Сэм Бреслин Райт  | мужчина        |

## Саундтрек
Композитор Марсело Заврос/Marcelo Zavros
1. Rise Of The Beaver
2. Meet Walter Black
3. Wipe The Slate Clean
4. Nora’s Speech
5. Do You Want To Get Better
6. I Want You, Not Him
7. Walter And Beaver Jogging
8. The Balcony
9. Porter’s Room
10. Can Your Mother Stitch
11. I Don’t Want To Sleep Anymore
12. Leaving Home
13. Today Will Set You Free
14. Walter Meets The Beaver
15. A Breakthrough
16. Porter At The Station
17. The Beaver Becomes A Phenomenon
18. He’s Not Well
19. Beaver Medley